# Brisa
Brisa est une entreprise portugaise. 
Elle gère entièrement 15 autoroutes au Portugal:  -  -  -  -  -  -  -  -  -  -  (CRIP) -  -  -  - .
Elle gère également partiellement 5 autres autoroutes portugaises:  -  -  -  (CREP) - .
Elle est actionnaire de la CCR (entreprise), la compagnie qui gère autoroutes et métros au Brésil. Elle est également membre de l'indice Euronext 100.